# Hardcore Holly
Robert William „Bob“ Howard (* 29. Januar 1963 in Grants Pass, Oregon, USA) ist ein US-amerikanischer Wrestler, der lange Zeit als Hardcore Holly für den Marktführer WWE in dessen wöchentlichen Fernsehsendungen und bei Großveranstaltungen auftrat.
Seine größten Erfolge bei der WWE waren der dreifache Erhalt des WWE World Tag Team Champion Titels, sowie der sechsfache Erhalt des WWF Hardcore Champion Titels.

## Karriere

### Anfänge
Howard wurde von Stan Frazier, Eddie Sullivan, Marcelle Pringle trainiert. Er debütierte 1987 in der World Organization of Wrestling und durfte dort auch zwei Titel gewinnen.
Danach trat Howard bei der National Wrestling Alliance und ab 1992 bei Smokey Mountain Wrestling an.

### World Wrestling Federation / World Wrestling Entertainment
Am 11. Januar 1994 debütierte Howard bei der damaligen World Wrestling Federation. Beim Royal Rumble 1995 durfte er zusammen mit Sean Waltman die Tag-Team-Titel gewinnen und einen Tag lang halten. Am Folgetag mussten beide den Titel an Billy und Bart Gunn (The Smokin’ Gunns) abtreten. Am 7. Mai 1995 trat Howard bei einem Titelmatch gegen Jeff Jarrett um den WWF Intercontinental-Titel an, das er aber nicht gewinnen durfte.
Am 30. März 1998 durften Howard und Bart Gunn als Gruppierung namens The New Midnight Express die  NWA-World Tag Team-Titel gewinnen. Erst am 14. August des gleichen Jahres mussten sie den Titel an das Tag Team Border Patrol abtreten.
1999 wurde Howard mit seinem Cousin Crash Holly in einem Tag Team eingebunden, das den Namen The Holly Cousins erhielt. Beide durften auch den Tag Team Titel erringen und daneben hatte Howard auch mehrere Titelmaches auf den Intercontinental-Titel, die er allerdings nicht gewinnen durfte.
2000 brach sich Howard den Arm und musste einige Monate pausieren.
Im Jahr 2002 gab er sein Comeback. Die WWE hatte sich inzwischen in zwei Shows geteilt (RAW und SmackDown!). Howard war fort an bei SmackDown! aktiv, wo er sich in einem Match gegen Brock Lesnar durch eine schlecht ausgeführte Powerbomb den Nacken brach.
Nach 13 Monaten Pause kehrte Howard bei den Survivor Series im November 2003 zurück.
Nach einer Infektion einer Wunde am rechten Arm überlegten die Ärzte über eine mögliche Amputation. Jedoch hatte Howard Glück und konnte im Sommer 2006 zurückkehren.
21. August 2006 gab er sein Debüt beim Brand Extreme Championship Wrestling, als er Balls Mahoney besiegen durfte. Am 26. September erlitt Howard in einem Extreme Rules Match gegen Rob Van Dam eine schwere Rückenverletzung: Er stürzte während einer Aktion gegen Van Dam aus dem Ring und verletzte sich dabei an einer Metallkante eines Tisches, welchen Van Dam kurz vorher außerhalb des Ringes aufgestellt hatte. Howard zog sich auf dem linken Schulterblatt eine ca. 30 cm lange, tiefe Schnittverletzung zu, die mit 24 Stichen genäht werden musste. 2007 wurde er Nr. 1-Herausforderer auf den ECW World Title von Bobby Lashley. Jedoch durfte Howard den Titel nicht gewinnen.
Im April kamen seine Probleme im rechten Ellbogen zurück. Howard musste für weitere 5 Monate pausieren. Im Juli 2007 wurde Howard als Folge der Draft Lottery nun wieder bei SmackDown eingesetzt. Aber er ging kurze Zeit später zu RAW. Hier bildete Howard nach einem kurzen Fehdenprogramm gegen Cody Rhodes ein Tag Team mit diesem, welches im Dezember 2007 World Tag Team Champions werden durfte.

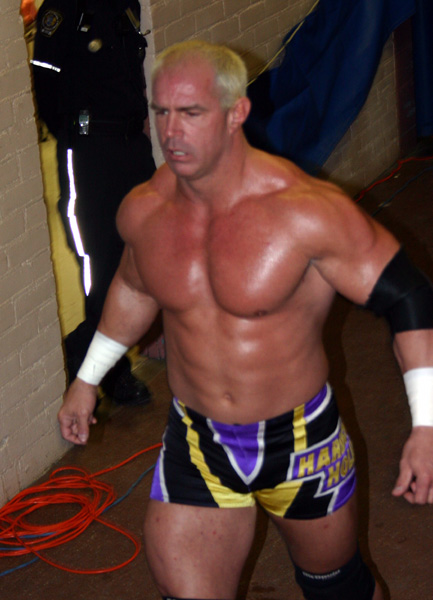

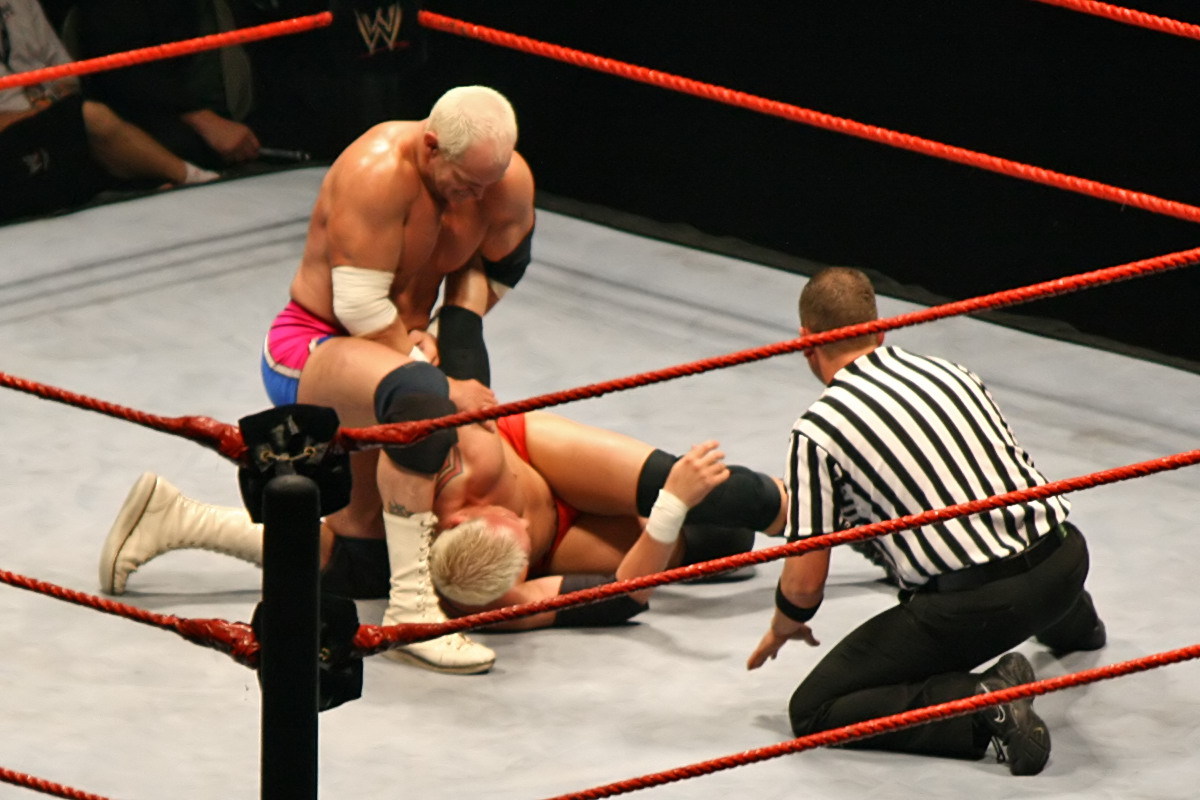

Am 29. Juni 2008 bei Night of Champions musste Howard den Tag Team Titel gegen Ted DiBiase jr. und seinen eigenen Tag-Team-Partner Cody Rhodes, in einem Handicap Match verteidigen und verlieren. Danach pausierte er. Am 16. Januar 2009 wurde Howard überraschend von der WWE entlassen.

## Sonstiges
- Howard ist ehemaliger Tough Enough Trainer.
- Howard wurde von der WWE gerne als sogenannter Hooker eingesetzt, um übermütigen Neulingen ihre Grenzen aufzuzeigen.
- Vor seiner Wrestlingkarriere nahm Howard an NASCAR Rennen teil.
- Er arbeitete früher als Schweißer.
- Er eröffnete 2005 eine Wrestlingschule in seiner Heimatstadt.
- Er war mit der Wrestlerin Katherine Dingman verheiratet und lebt derzeit mit seiner aktuellen Frau Sandra in Mobile, Alabama.

## Filmografie
- Operation Sundman (2000) als Sturner

## Erfolge
- World Wrestling Entertainment

- 3× WWE World Tag Team Champion (1× mit The 1-2-3 Kid, 1× mit Crash Holly, 1× mit Cody Rhodes)
- 6× WWF Hardcore Champion

- National Wrestling Alliance

- 1× NWA World Tag Team Champion (mit Bart Gunn)

- World Wrestling Organization

- 1× WWO Tag-Team Champion (mit Ron Starr)
- 1× WWO United States Champion